# İstikbal
İstikbal est une entreprise turque spécialisée dans le mobilier.
Elle s'est développée à l'international, notamment en France, en Suisse et au Maroc,.